# Charles Niellon
Charles Niellon (Straatsburg, 15 februari 1795 - Laken, 26 februari 1871) was een Frans (van oorsprong Bourgondisch) generaal.
Niellon was de zoon van Jacques-Charles Niellon en Madeleine Gilbert. Als zestien jarige nam hij op 9 januari 1812 vrijwillige dienst in het Franse 23e Infanterie Regiment.
Hij  nam deel aan de Belgische Revolutie van 1830 en de Tiendaagse Veldtocht. Hij creëerde een Belgisch vrijkorps onder de naam: "Les Chasseurs Niellon" (De jagers van Niellon) waarmee hij in 1832 deelnam aan het Beleg van Antwerpen.
- Bibliothèque nationale de France: cb125261969 (data)
- Biografisch Portaal: 01396571
- International Standard Name Identifier: 0000 0000 3553 7132
- Library of Congress Control Number: n96065345
- Système universitaire de documentation: 034512934
- Virtual International Authority File: 33724912
- WorldCat: E39PBJxxfVy9tWMCdVf9cfKmVC